# Esben Høilund Carlsen
Esben Høilund-Carlsen (3. august 1941 i Broager – 9. september 2011 i Svendborg) var en dansk filminstruktør, skuespiller og højskolelærer.
Han var født og opvokset i Broager som søn af dyrlæge Dan Høilund-Carlsen (død 1989) og hustru Inger Fricke (død 1993). Fra 1968-1988 var han gift med tekstforfatteren Elsebeth Charlie Carlsen, f. Knudsen (1941-2021).
Høilund-Carlsen instruerede bl.a. filmatiseringen af Torben Nielsens roman Nitten røde roser (1974), Slingrevalsen (1981) samt TV Syd-serien Apotekeren i Broager.
Han var med på det første hold på instruktørlinjen efter indvielsen af Den Danske Filmskole i 1966, arbejdede en overgang som film- og boganmelder på dagbladet Aktuelt og blev Det Danske Filminstituts konsulent på spillefilm i årene 1977-80. I samme periode var han leder af Saga Films Risby-studier.
1987 blev han faktachef på det nyoprettede TV 2, og han havde også erfaring fra TV Syd med dramaproduktioner. 1990 blev han direktør i Norsk Film A/S (1932-2001), hvor han blandt andet var hovedproducent på spillefilmen Kristin Lavransdatter.
I perioden 1997-2001 var han lærer ved Den Danske Filmskole og fra 2001 til 2006 ved Den Europæiske Filmhøjskole i Ebeltoft. I 2000 var han 1½ måned forstander for Danebod Højskole i Fynshav på Als. Esben Høilund-Carlsen var endvidere debattør og anmelder. I 2001 bosatte han sig i Brændstoft ved Gråsten. Sidst boede han i Svendborg, hvor han døde af akut lungebetændelse.

## Filmografi[1]
- Ett barn skal dödas, 1966, Instruktion, Kort fiktion
- Det blå billede, 1967, Instruktørassistent, Kort fiktion
- Sangerinden, 1967, Instruktørassistent, Kort fiktion
- Fugls føde, 1968, Instruktørassistent, Kort fiktion
- Havnsø, 1968, Instruktørassistent, Kort fiktion
- Tegneserie, 1968, Instruktion, Kort fiktion
- Giv Gud en chance om søndagen, 1970, Produktionsassistent, Spillefilm
- I morgen, min elskede, 1971, Scenograf, Spillefilm
- Kære Irene, 1971, Instruktørassistent, Spillefilm
- Nitten røde roser, 1974, Instruktion, Spillefilm
- Kun sandheden, 1975, Politimand i civil, Spillefilm
- Gangsterens lærling, 1976, Instruktion, Spillefilm
- Kvindesind, 1980, Gæst, Spillefilm
- Sorteper - Det kan du selv være, 1980. Medvirkende, Dokumentarfilm
- Slingrevalsen, 1981, Instruktion, Spillefilm
- Der er et yndigt land, 1983, Dyrlæge, Spillefilm
- Apotekeren i Broager, 1983, Instruktion, Tv-serie
- Rainfox, 1984, Instruktion, Spillefilm
- Mordet i Finderup lade, 1986, Instruktion, Dokumentarfilm
- Eddie Holms andet liv, 1986, Instruktion, Tv-film
- Bill og Daphne, 1987, Instruktion, Tv-serie
- The Sunset Boys, 1996, Executive producer, Spillefilm
- Kærlighedens køtere, 1995, Executive producer, Spillefilm
- Den hemmelige tunnel, 1997, Instruktion, Tv-serie
- Deadline, 1997, Instruktion, Tv-film
- Postkort fra Mars, 2001, Manuskonsulent, Kort fiktion
- Five to Six, 2004, The boss, Kort fiktion